# Castel di Sangro
Castel di Sangro is een gemeente in de Italiaanse provincie L'Aquila (regio Abruzzen) en telt 5830 inwoners (31-07-2005). De oppervlakte bedraagt 84,1 km², de bevolkingsdichtheid is 70,13 inwoners per km².
De volgende frazioni maken deel uit van de gemeente: Roccacinquemiglia.

## Demografie
Castel di Sangro telt ongeveer 2181 huishoudens. Het aantal inwoners steeg in de periode 1991-2001 met 2,8% volgens cijfers uit de tienjaarlijkse volkstellingen van ISTAT.

## Geografie
De gemeente ligt op ongeveer 805 m boven zeeniveau. Castel di Sangro grenst aan de volgende gemeenten: Montenero Val Cocchiara (IS), Rionero Sannitico (IS), Rivisondoli, Roccaraso, San Pietro Avellana (IS), Scontrone, Vastogirardi (IS).

## Sport
De plaatselijke voetbalclub luistert naar de naam Castel di Sangro Calcio.